# Травунія

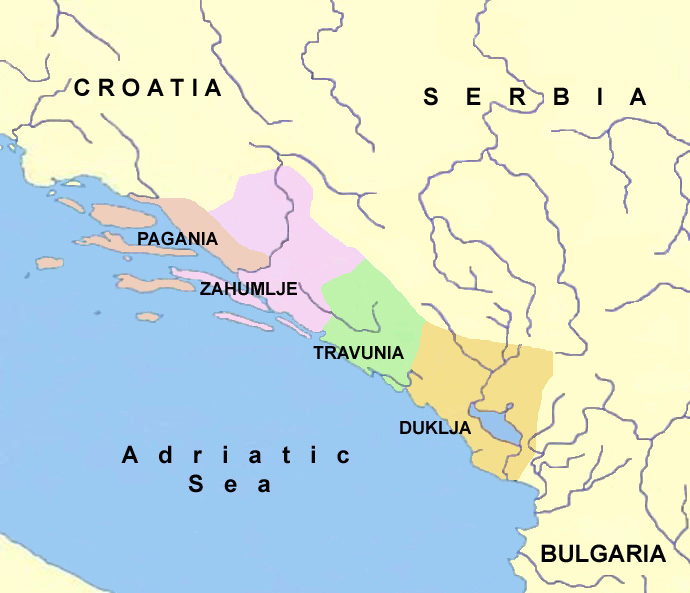
Розташування Травунії

Траву́нія (серб. Травунија або Травуња,, лат. Terbounia) — середньовічна сербська область з центром у Требинє в сучасній східній Герцеговині та південній Далмації (нині частина Хорватії).

## Розташування
Травунія межувала з Захумлям на заході, містом Рагуза (Дубровником) на південному сході, з Дуклею на півдні і Сербією на півночі. Її берегова лінія простягалась від Дубровника до Которської бухти.

## Історія
Травунія рано приєдналася до Захумля, що становило велику частину Герцеговини. Перші королі з роду Неманичів у своєму титулі згадували і Травунію. Разом з Захлум'єм Травунія була приєднана до Боснії. В XIV і XV століттях в Травунії правили сильні роди Санковичів і Яблоновичів.